# الاتحاد القومي (مصر)
الاتحاد القومي هو تنظيم سياسي مصري أنشئ في 3 نوفمبر 1957 طبقاً لما نص عليه دستور 1956 بالمادة رقم 192 ليعمل على تحقيق الأهداف التي قامت من أجلها الثورة ولحث الجهود لبناء الأمة بناء سليماً من النواحي السياسية والاجتماعية والاقتصادية. وجاء الاتحاد ليحل محل هيئة التحرير وانتهى وجوده مع تأسيس الاتحاد الاشتراكي.:مادة 192